# Château de Chanac
Pour les articles homonymes, voir Chanac (homonymie).
Le château de Chanac est un antique château féodal situé sur la commune de Chanac en Lozère (France). Longtemps détenu par les évêques de Mende, il a été brûlé lors de la Révolution française, il n'en reste depuis que le donjon, une tour, et des vestiges de remparts.

## Description
Le château est sur un promontoire en bord de Lot. Il se compose du donjon, d'une tour de l'horloge et des vestiges de remparts. Le donjon est en pierre, a une base carrée et possède une salle à chaque étage. Il est aussi entouré par un fossé qui le relie à la tour de l'horloge. Cette dernière, ainsi que les remparts étaient en brique.

## Historique
Il semblerait que la Couronne d'Aragon (les comtes de Barcelone, devenus rois d'Aragon en 1164, héritent du comté de Gévaudan et du comté de Provence en 1112) ait fait bâtir un château sur ce promontoire non loin de la forteresse de Grèzes, et permettant de contrôler l'accès au causse de Sauveterre, tout en ayant une vision assez grande de la vallée du Lot. Cette construction remonterait à 1194, sous le règne de Bérenger IV.
En 1220, Guillaume IV de Peyre, évêque de Mende, aurait profité de la croisade des Albigeois pour prendre possession de Chanac. Il aurait alors fait construire le donjon encore visible. Les évêques s'en serviront alors de résidence d'été durant plusieurs siècles.
Durant la guerre de Cent Ans, il s'agit de l'un des rares château du Gévaudan qui ne sera jamais pris par les Anglais, ni par les routiers. Ce ne sera pas le cas durant les guerres de Religion, catholiques et huguenots étant maîtres tour à tour de la forteresse. Mathieu Merle en aura la possession de 1580 à 1581.
On peut d'ailleurs voir que les évêques, par l'intermédiaire de Jean de Salas, auront construit la tour de l'horloge à cette époque. Il s'agit d'un des plus anciens exemples connus dans le Gévaudan.

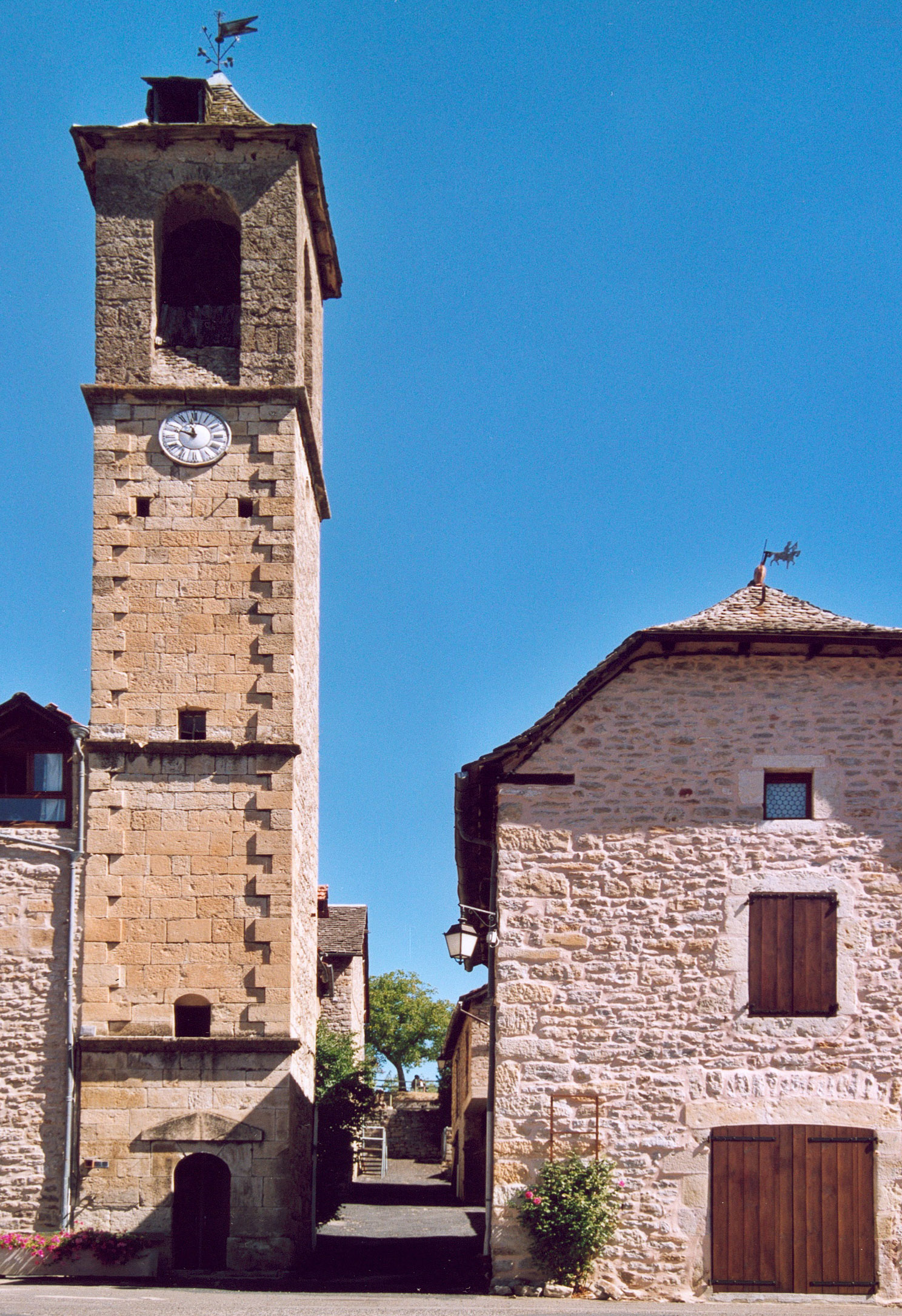
La tour de l'horloge, vestige du château.

Durant la Ligue, il en sera de même, Philibert d'Apchier, baron d'Apcher, le détiendra en 1591 avant qu'il ne revienne aux royalistes.
Le 24 août 1696, un grand incendie ravage le château et les habitations de Chanac. François-Placide de Baudry de Piencourt, alors évêque, fera réparer la forteresse et lui apportera un meilleur confort. Monseigneur de Piencourt fera également aménager la glacière du château. Cette tour étant en effet remplie de blocs de glace provenant du Lot, l'hiver, afin de pouvoir boire frais, l'été.
À partir de 1767, l'évêque possesseur château sera Jean-Arnaud de Castellane. En 1790 c'est dans le château de Chanac qu'il se réfugie pour fuir la Révolution. Il y restera deux ans avant de tenter de s'enfuir. Il sera repris et assassiné avant d'avoir pu quitter la France. À sa mort, les révolutionnaires garderont le château.
Mais les contre-révolutionnaires du Gévaudan, menés par Marc Antoine Charrier, s'emparent du château le 30 mai 1793. Il est repris par les révolutionnaires le 2 juin de la même année, qui y mettent le feu durant la nuit. Le château sera abandonné à son sort.
On peut y voir les vestiges du donjon, de la tour de l'horloge et des remparts. Par ailleurs, le château est inscrit aux monuments historiques depuis le 19 mars 1993.

## Sources et références
1. 1 2  Notice no PA00125498, sur la plateforme ouverte du patrimoine, base Mérimée, ministère français de la Culture
2. 1 2  Félix Buffière, Ce tant rude Gévaudan [détail des éditions], tome I, p. 299
3. ↑  Félix Buffière, Ce tant rude Gévaudan [détail des éditions], tome I, p. 300